# Aceclidină
Aceclidina este un compus parasimpatomimetic care stimulează receptorii colinergici muscarinici, având un efect miotic și de scădere a presiunii intraoculare. Astfel, este utilizată în tratamentul glaucomului cu unghi închis. La supradoză, poate produce hipersalivație și bradicardie.